# Olympische Sommerspiele 1936/Teilnehmer (Monaco)
| Gelbes Symbol für Goldmedaillen mit stilisierten Olympischen Ringen | Graues Symbol für Silbermedaillen mit stilisierten Olympischen Ringen | Braundes Symbol für Bronzemedaillen mit stilisierten Olympischen Ringen |
| ------------------------------------------------------------------- | --------------------------------------------------------------------- | ----------------------------------------------------------------------- |
| —                                                                   | —                                                                     | —                                                                       |

Monaco nahm bei den XI. Olympischen Sommerspielen 1936 in Berlin mit einer Delegation von sechs Athleten teil. Hinzu kamen noch zwei Teilnehmer an den Kunstwettbewerben.
| Sportart | Sportler        | Disziplin           | Platz | Bemerkung                        |
| -------- | --------------- | ------------------- | ----- | -------------------------------- |
| Schießen | Michel Ravarino | Kleinkaliber        | 36    |                                  |
| Schießen | Michel Ravarino | Schnellfeuerpistole | –     | Ausgeschieden in „Qualifikation“ |
| Schießen | Roger Abel      | Kleinkaliber        | 58    |                                  |
| Schießen | Roger Abel      | Schnellfeuerpistole | –     | Ausgeschieden in „Qualifikation“ |
| Schießen | Pierre Marsan   | Kleinkaliber        | 66    |                                  |
| Schießen | Herman Schultz  | Scheibenpistole     | 38    |                                  |
| Schießen | Herman Schultz  | Schnellfeuerpistole | –     | Ausgeschieden in „Qualifikation“ |
| Schießen | Louis Briano    | Scheibenpistole     | 41    |                                  |
| Schießen | Victor Bonafède | Scheibenpistole     | 43    |                                  |